# Rundhäuser (Dresden)

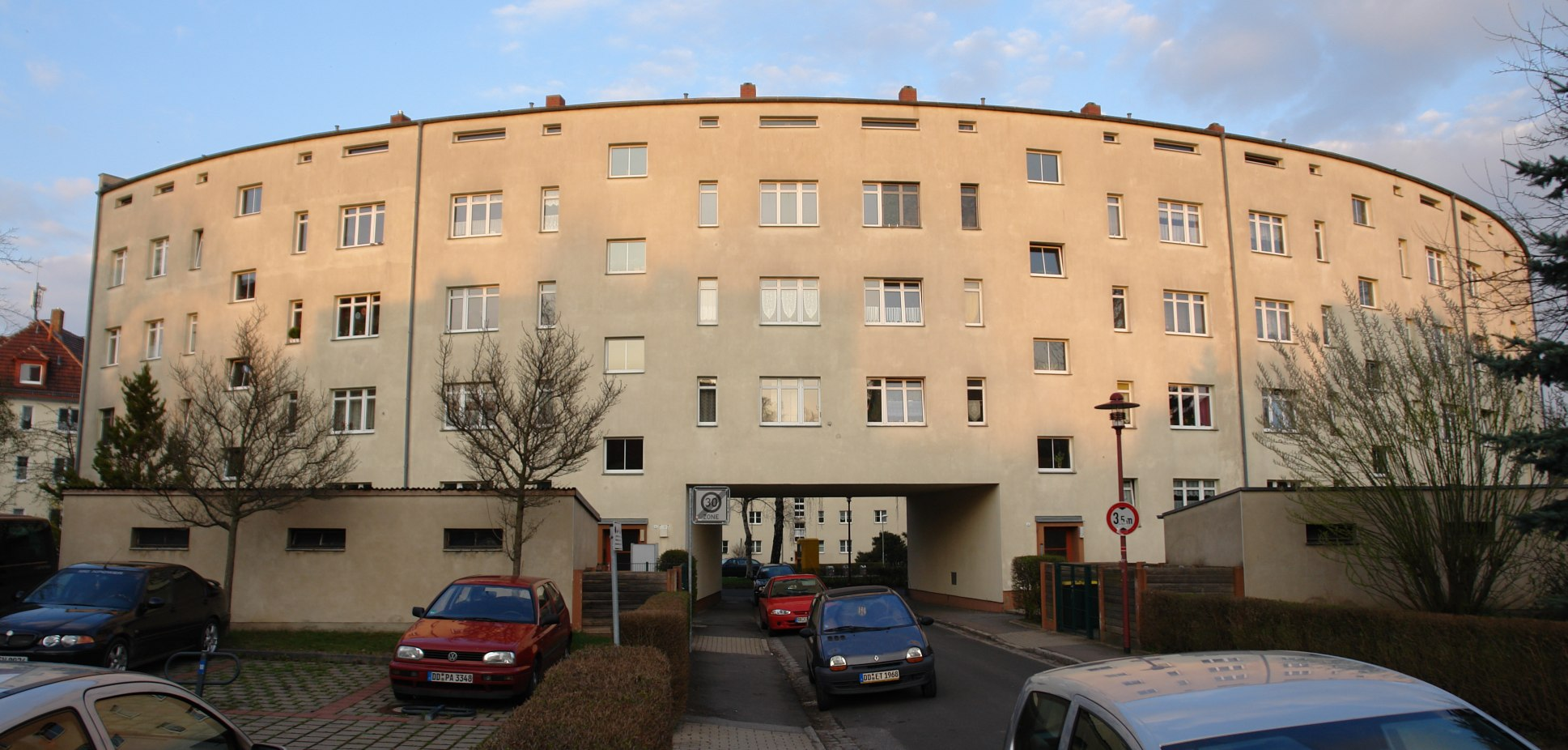
Rundhaus Gottfried-Keller-Platz 1–6

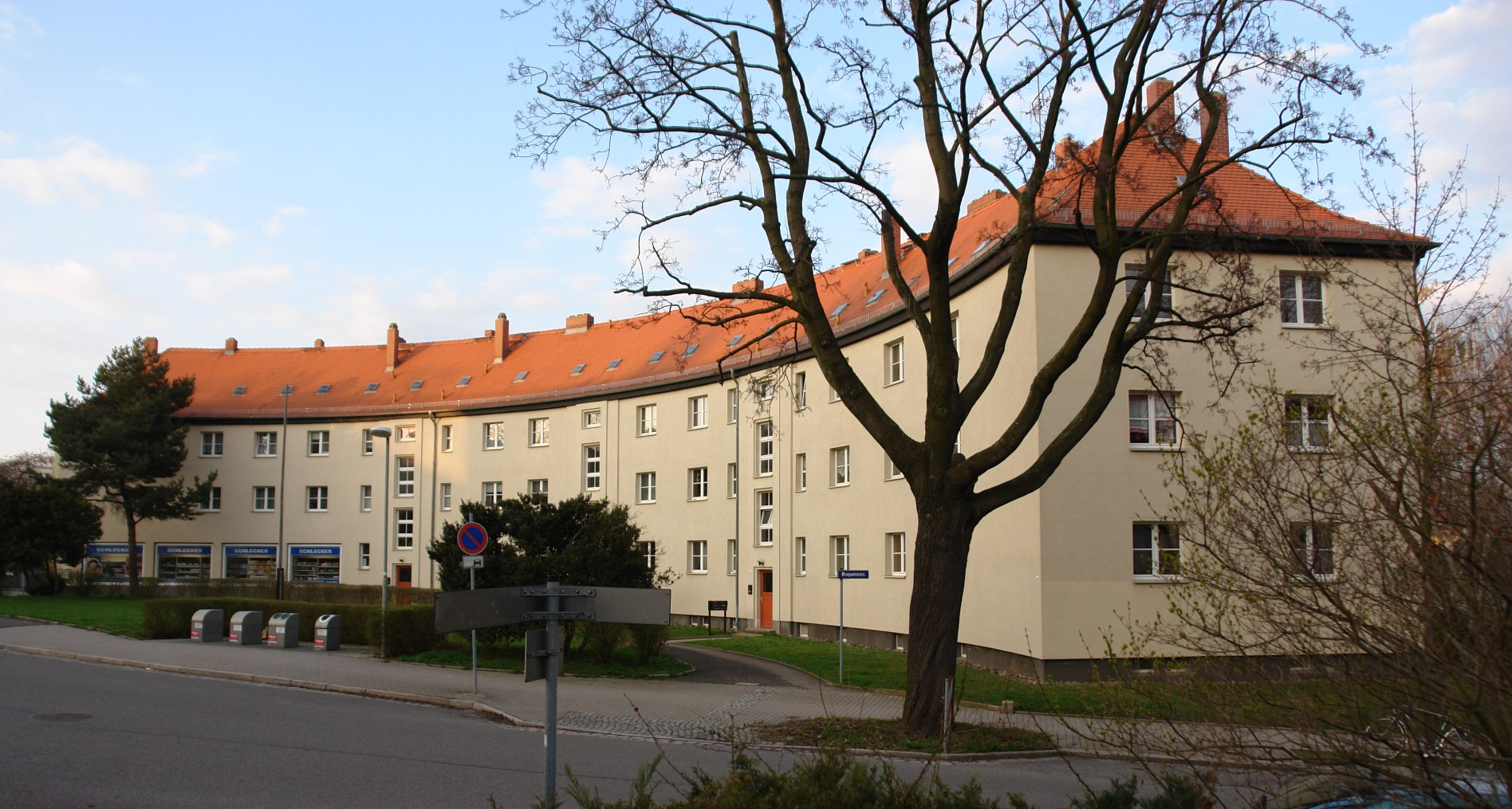
Rundhaus Gottfried-Keller-Platz 8–12

Die Rundhäuser in Dresden sind zwei unter Denkmalschutz stehende Wohnanlagen im Stadtteil Briesnitz mit den Adressen Gottfried-Keller-Platz 1–6 und Gottfried-Keller-Platz 8–12.

## Beschreibung
Die 1930 am Gottfried-Keller-Platz 1–6 (Architekt: Karl Willy Grunert) errichtete Wohnanlage mit Flachdach „ist dem Neuen Bauen verpflichtet … und [ist] in Briesnitz und Cotta das einzige Gebäude im rationalistischen Stil.“ Bemerkenswert sind die unterschiedlichen Fensterformen der Lochfassade. Die Treppenhausfenster betonen die Vertikale und sind fast quadratisch geformt. Der Wohn- und Sanitärbereich ist an den hochformatigen beziehungsweise flachen Fenstern unter der Dachtraufe zu erkennen. Das Gebäude hat eine Durchfahrt für den Felix-Dahn-Weg.
Im Gegensatz dazu wurde 1935 das Gebäude Nr. 8–12 von Karl Willy Grunert mit einem Steildach ausgeführt.
Die Gebäude wurden auf dem Grundriss eines Bogens in der Form eines modernen Stadttores in der Siedlung Briesnitz errichtet. Die Bebauung zeigt „deutliche Ähnlichkeiten mit den Dresdner Bauten von Theodor Richter … [und] mit Bruno Tauts Hufeisensiedlung in Berlin-Britz.“ Ein ähnliches Konzept, wie das hier umgesetzte, findet sich in Dresden bei den 1925–1930 errichteten Siedlungshäusern am Kirchplatz in Laubegast.
Die Bebauung des Platzes wird durch zwei ältere und kleinere Gebäude vervollständigt.